# Dyscherinus
Dyscherinus is een geslacht van kevers uit de familie van de loopkevers (Carabidae). De wetenschappelijke naam van het geslacht is voor het eerst geldig gepubliceerd in 1955 door Jeannel.

## Soorten
Het geslacht Dyscherinus omvat de volgende soorten:
- Dyscherinus pauliani Jeannel, 1955
- Dyscherinus pseudomodus (Banninger, 1933)
- Dyscherinus vadoni Basilewsky, 1973